# Pictures at Eleven
Pictures at Eleven — дебютний сольний альбом колишнього вокаліста британського рок-гурту «Led Zeppelin» Роберта Планта, що вийшов 1982 року. 

## Про альбом
У створенні цієї роботи взяв участь музикант з гурту «Genesis» Філ Коллінз, який грав на барабанах протягом шести з восьми пісень альбому. А колишній барабанщик гурту «Rainbow» Козі Пауелл зіграв на барабанах у піснях «Slow Dancer» і «Like I’ve Never Been Gone». Назвою альбому послужила рубрика з американського каналу телевізійних новин. 
«Pictures at Eleven» — єдиний альбом Планта, що вийшов на лейблі «Led Zeppelin» «Swan Song». На час випуску наступного альбому Планта, «The Principle of Moments» 1983 року, «Swan Song» припинила свою діяльність, і Плант відкрив свій власний лейбл звукозапису, названий «Es Paranza». Видані на цьому лейблі записи, також поширювала студія «Atlantic Records».
20 березня 2007 року лейбл «Rhino Entertainment» випустив ремастоване видання альбому з бонус-треками.

## Трекліст
Всі пісні написав Роберт Плант і Роббі Блант. Винятком стали треки «Burning Down One Side», «Fat Lip» і «Far Post», яку написав крім Планта і Бланта — Джезз Вудрофф.
Сторона А
1. «Burning Down One Side» — 3:55
2. «Moonlight in Samosa» — 3:58
3. «Pledge Pin» — 4:01
4. «Slow Dancer» — 7:43

Сторона В
1. «Worse Than Detroit» — 5:55
2. «Fat Lip» — 5:05
3. «Like I’ve Never Been Gone» — 5:56
4. «Mystery Title» — 5:16

Бонус-треки до видання 2007 року
- «Far Post» — 4:42
- «Like I’ve Never Been Gone» (записана вживу) — 7:31

## Учасники запису
- Роберт Плант — вокал
- Роббі Блант — гітари
- Джезз Вудрофф — клавішні і синтезатори
- Філ Коллінз — ударні у 1-3, 5-6, 8-10 треках
- Козі Пауелл — ударні у 4 і 7 треках
- Пол Мартінес — бас
- Рафаель Равенскрофт — саксофон у 3 треці

## Чарти
Альбом
| Рік  | Чарт             | Позиція |
| ---- | ---------------- | ------- |
| 1982 | UK Albums Chart  | 2       |
| 1982 | US Billboard 200 | 5       |

Сингли та альбомні треки
| Рік  | Сингл                   | Чарт                    | Позиція |
| ---- | ----------------------- | ----------------------- | ------- |
| 1982 | «Burning Down One Side» | UK Singles Chart        | 73      |
| 1982 | «Burning Down One Side» | US Billboard Hot 100    | 64      |
| 1982 | «Pledge Pin»            | US Billboard Hot 100    | 74      |
| 1982 | «Burning Down One Side» | US Billboard Top Tracks | 3       |
| 1982 | «Worse Than Detroit»    | US Billboard Top Tracks | 10      |
| 1982 | «Pledge Pin»            | US Billboard Top Tracks | 11      |
| 1982 | «Slow Dancer»           | US Billboard Top Tracks | 19      |